# Eagles (album)
Eagles is het gelijknamige debuutalbum van de Amerikaanse countryrockband Eagles. Dit album is in 1972 uitgebracht op Asylum Records en werd meteen een succes in de Verenigde Staten.

## Musici
De band Eagles is in 1971 opgericht. De bandleden maakten enige tijd deel uit van de begeleidingsband van zangeres Linda Ronstadt, voordat ze een eigen band vormden en een platencontract tekenden. Gitarist Glenn Frey had eerder een duo gevormd met singer-songwriter J.D. Souther, Don Henley had deel uitgemaakt van de band Shiloh, Bernie Leadon was lid geweest van de bekende countryrock band the Flying Burrito Brothers en bassist Randy Meisner speelde in de band Poco.
- Glenn Frey –gitaar, slidegitaar, solo- en achtergrondzang
- Don Henley – drums, solo- en achtergrondzang
- Bernie Leadon – gitaar, banjo, solo- en achtergrondzang
- Randy Meisner – basgitaar, solo- en achtergrondzang

## Muziek

### Elpee kant 1
1. Take it easy – (Glenn Frey, Jackson Browne) – 3:34 leadzang: Glenn Frey
2. Witchy woman (Don Henley, Bernie Leadon) – 4:10 leadzang: Don Henley
3. Chug all night (Glenn Frey) – 3:18 leadzang: Glenn Frey
4. Most of us are sad (Glenn Frey) – 3:38 leadzang: Randy Meisner
5. Nightingale (Jackson Browne)  - 4:08 leadzang: Don Henley

### Elpee kant 2
1. Train leaves here this morning (Bernie Leadon; Gene Clark) – 4:13 leadzang: Bernie Leadon
2. Take the devil (Randy Meisner) – 4:04 leadzang: Randy Meisner
3. Earlybird (Bernie Leadon) – 3:03 leadzang: Bernie Leadon
4. Peaceful easy feeling (Jack Tempchin) – 4:20 leadzang: Glenn Frey
5. Tryin’(Randy Meisner) – 2:54 leadzang: Randy Meisner

### Muziek (algemeen)
Het eerste album van Eagles bevat een mengeling van countrymuziek en rock, met veel meerstemmige zang. Alle vier bandleden hebben nummers geschreven voor dit album.  Henley heeft slechts een nummer geschreven, terwijl hij op de latere albums samen met  Frey het merendeel van de composities voor zijn rekening heeft genomen. 
De zanger/schrijver Jackson Brown is een vriend en collega van de Eagles, die meerdere liedjes heeft geschreven voor de band, waaronder Take it easy dat hij later zelf ook heeft uitgebracht. Gene Clark was in 1964 een van de oprichters van de folkrockgroep the Byrds. De Amerikaanse singer/songwriter Jack Tempchin heeft diverse composities geschreven voor de Eagles. 
Op dit album staan een paar ballads (o.a.Most of us are sad, Take the devil en Train leaves here this morning) en een paar rocksongs (Chugg all night, Nightingale en Tryin’). Early bird en Peaceful easy feeling hebben veel country invloeden.
Van dit album zijn drie singles verschenen: Take it easy (met als B-kant Get you in the mood), Witchy woman (met als B kant Early bird) en Peaceful easy feeling (met als B-kant Tryin’). .

## Achtergrond
De band was net gecontracteerd door platenbaas David Geffen, die de heren samenbracht in Aspen (Colorado) om het groepsgevoel te versterken. Ze zouden ondergebracht worden bij Asylum Records, gespecialiseerd in folkrock en singer-songwriters als Joni Mitchell en Jackson Browne. Frey stelde Glyn Johns voor als muziekproducent, bekend van werk voor The Rolling Stones, Steve Miller Band, The Who en Led Zeppelin. Johns bezocht een concert van The Eagles  in december 1971 te Boulder (Colorado), maar vond nog weinig samenhang en wilde ervan afzien, Frey zag hij als rockmuzikant, Leadon meer als countrymuzikant. Hij werd nog een keer door Geffen uitgenodigd voor een concertrepetitie in Los Angeles en Johns werd getroffen door de close harmony van de vier zangers in een lied van Randy Meisner. Johns stemde toe en zou mede verantwoordelijk zijn voor de uiteindelijke klank van de samenzangen binnen The Eagles.
De band dook twee weken de Olympic Studios in Londen  en wist voor 125.000 Amerikaanse dollars het album op te nemen. Johns zou daarbij de nadruk leggen op de meer akoestische kwaliteiten en ook de verdere samensmelting van de stemmen. Dat bracht hem weer in botsing met Frey en Henley die meer de richting van de rock op wilden, terwijl Leadon en Meisner toch de countrykant op wilden. Frey gaf later toe, dat Johns uiteindelijk de basis legde voor het succes van The Eagles en dat het eerste album niet tot een doorsnee countryrockalbum is verworden. Johns eis dat de bandleden van drugs en alcohol af moesten blijven had een wisselend succes.
Origineel zou er maar een nummer van Henley op het album komen Witchy Woman. Geffen en manager Elliot Roberts vonden dan te weinig en stelden voor om ook Nightingale op het album te zetten. Glyn Johns zag daar te kwaliteit in, maar met name Geffen drukte door en wilde het nummer buiten medewerking van Johns toch op de plaat zetten. Een kwade Johns, die zich op een zijspoor voelde gezet, nam het nummer vervolgens alsnog met de band op in de Wally Heider geluidsstudio in Hollywood, maar bleef afwijzend; het kwam wel op de plaat.

## Hoes
De platenhoes werd ontworpen door Gary Burden met fotograaf Henry Diltz. De hoes zou een openklaphoes worden, waarin ook een poster van de band was verwerkt. Geffen zag erbij de uitgave toch vanaf. De foto’s werden geschoten in Joshua Tree National Park. Johns eis van geen drugs/alcohol werd bij de opname geschonden; de leden stonden stijf van de peyote.

## Ontvangst
Rolling Stone vond het album destijds een goed countryrockalbum in de traditie van Jackson Browne. Robert Christau vond het goede muziek, maar vond het pseudo country. Rolling Stone zou het later op plaats 368 zetten in hun 500 Greatest Albums en ook Robert Dimery nam het op in zijn 1001 Albums you must hear before you die. Allmusic vond het terugkijkend een behoorlijk album al vonden ze dat Frey en Henley overheersend waren; iets dat later de band zou opbreken. Willem Jan Martin van Trouw vond de rocknummers achterblijven bij de meer akoestischer nummers.
Het album kwam binnen op plaats 102 in de Billboard 200 en zou als hoogste notitie plaats 22 halen in 49 weken notering. Het album zou pas in 2001 de platinastatus halen (1.000.000 exemplaren). Europa liet het album links liggen; er zijn geen noteringen bekend. In Nederland is er wel enig succes, maar hun doorbrak daar kwam pas met Desperado, aldus OOR's Pop-encyclopedie (1979). De uitgebrachte singles brachten ook geen succes in Nederland, maar haalden later wel noteringen in de Radio 2 Top 2000. 